# L'uomo gallo
L'uomo gallo è un film del 2011 diretto da Dario D'Ambrosi.
Il film si ispira ad un fatto tragico realmente accaduto negli anni '20 del XX secolo.

## Trama
Un bambino handicappato, nato in una povera famiglia calabrese nella provincia di Milano d’inizio Novecento, viene rinchiuso in un pollaio a razzolare con le galline. Crescerà identificandosi come un gallo. Successivamente viene rinchiuso in un ospedale psichiatrico dove comprende di non essere un animale. Nell'ospedale conosce altri pazienti ognuno con i propri sintomi psicotici, uomini e donne ormai emarginati dalla società. Saranno gestiti da un dottore ed un’infermiera con profondi segni di squilibrio ben celati, ma forse più gravi dei loro stessi pazienti.